# Пила 5
«Пила́ V» (англ. Saw V) — кінофільм в жанрі трилер/жахи, прем'єра якого відбулася, традиційно, як і попередніх частин, на «гелловінський вікенд» — 24 жовтня 2008 року. Зйомки фільму тривали з 17 березня по 28 квітня 2008.

## Сюжет
Сет прокидається в темному приміщенні, прикутий до столу. Через деякий час в кімнаті запалюється світло і вмикається телевізор, на екрані з'являється лялька Біллі. Голос Джона Крамера оголошує Сету, що той буде підданий випробуванню за вбивство сестри детектива Гоффмана — отримавши за цей злочин лише п'ять років, Сет не усвідомив цінність людського життя. У цей момент біля стелі запалюється ще одна лампа, яка висвітлює величезний маятник у вигляді гострого леза. Джон пояснює, що Сет повинен просунути свої руки в лещата, розташовані біля столу, і натиснути на кнопки, тоді кістки його рук будуть перемелені. Якщо ж Сет не зробить цього, то через 60 секунд маятник розріже його навпіл. Коли плівка закінчується, маятник відчіплюється від стелі і починає розгойдуватися, з кожною секундою опускаючись все нижче. Сет не одразу вирішує спотворити свої руки, проте інстинкт самозбереження змушує його вкласти кисті в лещата. Коли лещата відкриваються, Сет витягує залишки своїх рук, але розуміє, що його окови не відкрилися, а маятник продовжив свою роботу. Через секунди лезо спускається ще нижче і починає різати Сета. Вмираючи, він зауважує, що за всим, що відбувається, хтось спостерігає із сусіднього приміщення. Усвідомивши, що гра закінчена, Сет навіть не кричить від болю. У цей момент маятник спускається ще нижче і розрізає Сета навпіл. У режисерській версії Сет ще встигає прошепотіти «Я зробив те, що повинен був зробити».
Наступна сцена переносить нас в лігво Джона Крамера, в стінах якого розгорталися події третьої і четвертої частин франшизи. Агент Пітер Страм відкриває металеві двері і входить в імпровізовану операційну Пили, де виявляє Джеффа. Ошелешений останніми подіями Джефф вже не контролює себе і з криком: «Де моя донька?!» направляє пістолет на агента, чим викликає миттєву реакцію Страма — той двічі стріляє Джеффу в груди. Оглянувши приміщення, Страм бачить наслідки кривавої драми, що розігралася нещодавно: у різних кутках кімнати лежать трупи Лінн Денлон і Аманди Янг, на кушетці лежить Джон з перерізаним горлом.
Через кілька миттєвостей детектив Марк Гоффман, який тільки що закінчив гру офіцера Ріггу і Метьюз, закриває кімнату і вимикає в ній світло, але Страм не встигає помітити його. Шукаючи вихід, Страм виявляє потайні двері, через які його чекає чергове послання, записане на диктофон. Це звернення Пили до Страма, який просить його зупинитися і не намагатися докопатися до правди, інакше цей шлях приведе його прямо в безодню. Проігнорувавши застереження Пили, Страм йде секретним коридором і потрапляє в іншу кімнату, де на нього нападає, судячи з усього, Марк Гоффман у масці і вколює транквілізатор.
Трохи пізніше Страм приходить у себе і виявляє, що його голова закрита в скляному кубі, а всі його речі — пістолет, мобільний телефон, ніж і ліхтар — лежать поза зоною досяжності. Над кубом закріплені дві великі бутлі з водою, з'єднані з ним за допомогою трубок. Через деякий час після пробудження Страм пастка активується, і вода швидко заповнює куб, погрожуючи втопити Пітера. Страм швидко перевіряє кишені своїх штанів і виявляє в одному з них ручку. Миттєво зорієнтувавшись, він робить собі трахеотомію, встромивши ручку в горло, що дозволяє йому дихати в заповненому водою кубі.
У цей момент поліція під'їжджає до «Гідеона», і Гоффман виходить з будівлі із Корбетт на руках. Фіск підбігає до нього і питає, де Рігг, на що Гоффман відповідає, що Рігг загинув, намагаючись допомогти, як і всі інші. У цей момент, на величезний подив Гоффмана, лікарі вивозять з будівлі серйозно пораненого, але живого Страма.
Після офіційної заяви про виявлення тіла Джона Крамера, його адвокат викликає до себе Джилл Так. Він пояснює, що не мав жодного поняття про те, ким був Джон насправді, а потім повідомляє Джилл, що Джон попросив його зв'язатися з нею в разі його смерті. Спочатку він показує їй відеокасету, дивлячись яку Джилл не може стримати сліз. Джон каже, що все ще любить її і не може пробачити собі того випадку в клініці, а потім повідомляє, що вона отримає матеріали, що мають величезне значення. Коли плівка закінчується, адвокат дає їй велику коробку, яку Джилл відкриває ключем, що висить у неї на шиї на ланцюжку. Заглянувши всередину, Джилл захлопує коробку. Адвокат запитує, що в ній, але Джилл лише дякує йому і, забравши коробку, швидко покидає кабінет.
На брифінгу з журналістами шеф поліції оголошує перед журналістами, що відтепер з вбивствами Пили закінчено. Він віддає данину пам'яті загиблим офіцерам, які намагалися зупинити його злодіяння, а потім оголошує про нагородження детектива-лейтенанта Марка Гоффмана, як єдиного детектива, що вижив у цій боротьбі. Гоффман виголошує коротку промову, в якій згадує про необхідність цінувати життя і про те, що він вірить, що поліція вершить правосуддя, яке є невід'ємною частиною громадянського суспільства.
Тим часом Страма усувають від справи. Важко переживаючи смерть своєї напарниці Перес, він починає власне розслідування, в ході якого виявляє нові обставини смерті Сета: пастка, в яку потрапив Сет, виявилася лише імітацією гри Конструктора Смерті. Розгадка крилася в тому, що намагаючись помститися за смерть сестри, Марк Гоффман сам сконструював маятник, не залишивши Сету шансу для виживання, і, в той же час, приписавши Крамеру чергове звіряче вбивство. Розкривши фальсифікацію, Джон знайшов Гоффмана. Оскільки вони обидва знали минуле один одного, детектив обрав шлях спільника Пили.
Тим часом Гоффман починає чергову гру — п'ятеро людей замкнені в кімнаті, на їхні шиї надіті нашийники, до яких прив'язаний сталевий трос, що проходить через леза. Голос з екрану каже їм, що вони неправильно розпорядилися тим, що було у них з народження, і щоб вижити, їм потрібно об'єднатися. Ключі перед ними, але коли хтось кинеться за ключем, почнеться відлік часу, після чого в кімнаті вибухнуть бомби. Гравці починають сваритися один з одним, і у результаті Маллік кидається за ключем. Дістати ключі і зняти шийні кайдани вдається всім, крім Ешлі, голову якої відрізають леза. Ті, що вижили, поспішають покинути кімнату через двері, які щойно відкрилися.
Страм продовжує своє розслідування.
Учасники гри заходять в другу кімнату, де в стінах знаходяться 4 дірки і вже знайомі їм бомби по кутах. Трохи поговоривши, вони зачиняють двері за секунду до закінчення часу в першій кімнаті, бомби в якій вибухають.
Пила пояснює їм, що ключі від притулків лежать у банках прямо над їхніми головами, проте лише 3 ключа підходять до замків, так хто з них виявиться зайвим? Журналіст Чарльз вихоплює палицю і починає розбивати банки. Усі по черзі знаходять ключі, Маллік бере свій, але на його руку настає Чарльз і відбирає ключ. Однак Люба сильно вдаряє палицею Чарльза по спині, і Маллік встигає забрати ключ і відкрити двері в сховище. Він, Люба і Брітт знаходяться в них, Чарльз насилу встає і, щось зрозумівши, кричить «Стійте!», Однак час закінчується, відбувається вибух, і Чарльза розриває на шматки.
Весь цей час Пітер Страм продовжує шукати відповіді. Він з'ясовує, як Пила завербував Гоффмана, як Гоффман і Пила заманили в пастку чоловіка-самогубця (який пізніше заплутався в колючому дроті і загинув), як Гоффман допоміг підготувати Джону гру з другої частини фільму та інше. Флешбек відсилає глядача до діалогу Гоффмана та Пили, де Крамер доручає Марку збити зі сліду небезпечного для спільної справи агента Теппена, навівши того на ще одного героя першої частини — доктора Гордона.
Жертви нової гри Конструктора заходять в наступну кімнату. Там вони бачать ванну з водою та 5 електродів, а в кутку електричну шафу. Правила гри прості — треба знайти спосіб замкнути електричне коло, тоді двері відкриються. Вони вирішують кинути електроди в ванну, але дротів не вистачає. Люба пропонує Маллік лягти у ванну, але той відмовляється, тоді вона намагається вдарити його палицею, він втрачає рівновагу і падає у ванну. У цей час Брітт встромляє один з електродів Любі в шию, вбиваючи її. Свій вчинок вона пояснила недовірою до неї. Брітт і Маллік кладуть труп Люби у ванну і під'єднують всі 5 електродів до неї — двері відкриваються.
Новий флешбек — Пила в палаті (3 частина) просить Гоффмана підготувати гру і говорить, що, можливо, вона буде не одразу для нього зрозуміла. Гоффман забирає конверти та виходить з кімнати за секунду до того, як Аманда вкотила туди крісло з Лінн Денлон.
Гоффман майстерно наводить агента ФБР Дена Еріксона на слід Пітера Страмма, підставивши його як спільника Пили. Гоффман краде телефон Пітера, телефонує з нього Еріксону, але після відповіді кидає слухавку. Спроба Еріксона передзвонити невдала — Марк вимикає телефон. Еріксон просить Коуен визначити місцезнаходження Пітера. Гоффман їде до будиноку, де зараз йде гра, Страм прямує за ним по п'ятах, про що Марк, звичайно, здогадується. Прибувши туди, Марк вмикає телефон, що дозволяє ФБР визначити його місцезнаходження. Еріксон негайно виїжджає за Страмом і Гоффманом.
Двоє гравців заходять в останню кімнату. В центрі стоїть незрозумілий на перший погляд виду пристрій. Однак потім все стає зрозуміло — це жертвоприймач крові. У ньому п'ять отворів і потрібно сунути в них руку, щоб леза всередині розрізали її, і чаша наповнилась кров'ю — тоді двері відкриються. Біллі, що з'явився на екрані, підтверджує цю теорію. Брітт збирається закрити двері в попередню кімнату, але її зупиняє Маллік і каже, щоб вона спробувала відкрити двері назовні за допомогою ключів від шийних кайданів, які вона прихопила з собою. Намагаючись відкрити двері, Брітт зауважує, що всі ключі однакові, і тоді до них доходить істинний сенс гри — у першій кімнаті одним ключем можна було відкрити всі замки, у другій в притулок могли влізти по 2 людини, в третій, якщо б вони всі взялися за електроди, кожен отримав би лише невеликий удар струмом, а в четвертій кожному з п'ятьох достатньо було б віддати лише по 2 пінти крові, щоб вижити. Але тепер двом потрібно віддати по п'ять пінт. Тим не менше шанс вижити у них все ще є.
Гоффман заходить в той самий будинок, в якому була гра першої і другої частини, тепер цей будинок облаштований і Марк живе в ньому. Страм прямує за ним, а Еріксон тим часом слід по сигналу мобільного Страма, який знаходиться зовсім в іншому місці, де двоє гравців, що залишилися живими, намагаються перебороти страх і біль.
Брітт і Маллік врешті-решт вирішуються сунути руки в отвори. Леза в результаті розрубує їм руки майже до ліктя, але їм вдається набрати 10 пінт крові, і двері відкриваються. Напівживі, вони лежать на підлозі, Брітт говорить, що вони перемогли, а Маллік в жаху дивиться на свою руку. Еріксон знаходить Брітт, яка змогла виповзти з кімнати живий, Маллік залишився лежати в останній кімнаті. Неясно, чи вижив він, бо через кілька секунд повинен був відбутися вибух. Тим не менше у фільмі є сцена, як Еріксон заходить в ту кімнату, але більше нам не відомо нічого. Імовірно Маллік все ж таки вижив.
Еріксон викликає швидку і оголошує Пітера в розшук.
Йдучи по гарячих слідах, Страм знаходить кімнату з заповненою битим склом труною, в якому знаходиться черговий диктофонний запис. Останнє послання Пили до агента говорить: «Привіт, агент Страм. Якщо ти це чуєш, значить і цього разу ти знайшов те, що шукав, або так тобі здається. Твоя відданість справі гідна похвали, але я питаю тебе, які уроки ти виніс з цієї подорожі? Тобі відома приказка: „обдуриш мене раз — ганьба тобі, обдуриш мене двічі — ганьба мені“? Ситуація, в якій ти опинився, пов'язана з довірою, тому я питаю тебе, навчився ти довіряти мені? Вижити в цій кімнаті можна лише якщо ти ляжеш в ящик зі склом, який знаходиться перед тобою. Біль буде сильним, але ти зможеш вижити». У цю мить Страм чує кроки Гоффмана і вимикає диктофон. Коли Гоффман заходить в кімнату, між агентом і детективом зав'язується бійка, в ході якої Страм штовхає Гоффмана у труну, тут же закривши кришку і каже «я зловив тебе, сучий ти син». Через секунди двері в приміщення захлопується, і розлючений Страм запитує Гоффмана, як їх відкрити. Гоффман вказує на диктофон, включивши який, агент Страмм чує: «… але якщо ти не захочеш робити цього, про тебе більше ніхто не почує — твоє тіло ніколи не знайдуть, ти просто зникнеш. Я питаю тебе, спецагенте Страм, ти навчився довіряти мені? Почуєш ти моє попередження? Якщо ні, ця кімната назавжди залишиться твоєю могилою і моя спадщина перейде до тебе. Роби свій вибір», і Страм розуміє, що його гра закінчена. Скляна труна їде в підлогу, і стіни кімнати починають рухатися, повільно зрушуючи до центру (втім, той факт, що спочатку до труни були приєднані дві трубки, що йдуть з балонів, закріплених над стелею, дає підстави вважати, що навіть у разі дотримання умов Пили, у агента не було шансів вижити в грі). Страм до кінця бореться за своє життя, безуспішно шукаючи вихід з пастки, проте у момент, коли стіни розламують агенту руку, крик болю і відчаю стає завершальним акордом серії — стіни зсуваються впритул, і агент Страмм гине, заливаючи кров'ю труну з переможним Марком Гоффманом всередині.

## Пастки
У фільмі присутні 9 пасток:
- Маятник
- Куб
- «Стріляюча» лялька
- Різак
- Кімната з бомбами
- Електричний ланцюг
- Жертвоприємник крові
- «Скляна» труна
- Прес

## В ролях
- Тобін Белл — Джон Крамер/Конструктор Смерті
- Костас Манділор — Детектив Марк Гоффман
- Джулі Бенц — Брітт
- Скот Патерсон — Агент Пітер Страм
- Бетсі Раселл — Джил Так
- Марк Ролстон — Еріксон
- Карло Рота — Чарлі
- Шоуні Сміт — Аманда Янг
- Меган Гуд — Люба
- Ґреґ Брик — Маллік
- Лаура Гордон — Ешлі
- Джорис Джарски — Сет
- Майк Баттерс — Пол
- Ал Сапиэнза — Начальник поліції
- Майк Реалба — Детектив Фіск
- Джефф Пастіл — Берні
- Дана Сорман — Секретар
- Шейла Ша — Спеціальний агент Кован
- Саманта Лемоул — Памела Дженкінс
- Лирік Бент — Рігг
- Афена Карканіс — Агент Перес
- Джастін Лоіс — Арт Бланк
- Донні Волберг — Ерік Метьюз
- Денні Гловер — Девід Тепп
- Бахар Сумех — Лінн
- Ніам Вілсон — Корбетт
- Ангус МакФадьєн — Джефф
- Ліза Беррі — EMT
- Білл Віберт — офіцер
- Тоні Неппо — Гас
- Брендон МакГіббон — Генк
- Тім Бурд — Обі
- Наталі Браун- — Гізер Міллер
- Квансетія Хемілтон — жінка з собакою
- Лоррейн Форемен — старенька
- Сара Пауер — Анжеліна
- Корі Лі — Жасмін

## Касові збори
У перший вікенд прокату "Пила V" зібрала $30,053,954 у 3,060 кінотеатрах США та Канади, посівши друге місце за касовими зборами. 56,746,769 доларів у США та Канаді, а також ще $57,117,290 на інших ринках. Загальна сума склала $113,864,059.

## Факти
- За словами режисера фільму Девіда Гекла, для постановки нових оригінальних пасток Конструктора, як наочний матеріал використовувався DVD з записами реальних нещасних випадків на виробництві, катастроф та інших подій.
- Пастку-прес, що погубила Пітера Страма, придумав і намалював семирічний син Девіда Гекла — режисера картини.
- Доктор Гордон, який в першій «Пилі» відпиляв собі ногу і поповз, більше не з'являвся у фільмі. Проте, коли агент Страм спускається в підвал того будинку, видно доріжку крові. Можливо, Гордон доповз до виходу, а можливо це сліди Метьюза.
- Сцена, в якій Гоффман залишає Гідеон з Корбетт і розмовляє з Фіском, спочатку була в кінцівці четвертого фільму, але пізніше була вирізана.
- Денні Гловеру було зроблено пропозицію зіграти Теппена у флешбеці, але йому довелося відмовитися через зйомки у фільмі «Сліпота».